# Élections législatives de 1910 dans le Nord
Les élections législatives de 1910 ont eu lieu les 24 avril et 8 mai.

## Députés élus
|    | Circonscription      | Député sortant          |  | Groupe parlementaire       | Député élu              |  | Groupe parlementaire              |
| -- | -------------------- | ----------------------- |  | -------------------------- | ----------------------- |  | --------------------------------- |
| 1  | 1ère d'Avesnes       | Léon Pasqual            |  | Gauche démocratique        | Léon Pasqual            |  | Républicains radicaux-socialistes |
| 2  | 2e d'Avesnes         | Félix Defontaine        |  | Gauche radicale-socialiste | Félix Defontaine        |  | Républicains radicaux-socialistes |
| 3  | 3e d'Avesnes         | Joseph Dehove           |  | Gauche radicale-socialiste | Charles Daniel-Vincent  |  | Républicains radicaux-socialistes |
| 4  | 1ère de Cambrai      | Alfred Le Roy           |  | Gauche radicale            | Alfred Le Roy           |  | Républicains radicaux-socialistes |
| 5  | 2e de Cambrai        | Eugène Fievet           |  | Socialiste unifié          | Albert Seydoux          |  | Républicains progressistes        |
| 6  | 1ère de Douai        | Charles Goniaux         |  | Socialiste unifié          | Charles Goniaux         |  | Parti socialiste                  |
| 7  | 2e de Douai          | Louis Guislain          |  | Gauche radicale-socialiste | Louis Guislain          |  | Républicains radicaux-socialistes |
| 8  | 1ère de Dunkerque    | Florent Guillain        |  | Progressiste               | Alfred Dumont           |  | Action libérale                   |
| 9  | 2e de Dunkerque      | Henry Cochin            |  | Action libérale            | Henry Cochin            |  | Action libérale                   |
| 10 | 1ère d'Hazebrouck    | Jules-Auguste Lemire    |  | Non-inscrit                | Jules-Auguste Lemire    |  | Non-inscrit                       |
| 11 | 2e d'Hazebrouck      | Jean Plichon            |  | Action libérale            | Jean Plichon            |  | Action libérale                   |
| 12 | 1ère de Lille        | George Vandame          |  | Action libérale            | George Vandame          |  | Républicains progressistes        |
| 13 | 2e de Lille          | Henri Ghesquière        |  | Socialiste unifié          | Henri Ghesquière        |  | Parti socialiste                  |
| 14 | 3e de Lille          | Gustave Delory          |  | Socialiste unifié          | Gustave Delory          |  | Parti socialiste                  |
| 15 | 4e de Lille          | Jules Dansette          |  | Action libérale            | Jules Dansette          |  | Action libérale                   |
| 16 | 5e de Lille          | Marcel Delaune          |  | Union démocratique         | Georges Potié           |  | Gauche radicale                   |
| 17 | 6e de Lille          | Henri Delecroix         |  | Gauche radicale-socialiste | Gustave Dubled          |  | Parti socialiste                  |
| 18 | 7e de Lille          | Jules Guesde            |  | Socialiste unifié          | Jules Guesde            |  | Parti socialiste                  |
| 19 | 8e de Lille          | Gustave Dron            |  | Gauche radicale            | Gustave Dron            |  | Gauche radicale                   |
| 20 | 9e de Lille          | Henri-Constant Groussau |  | Action libérale            | Henri-Constant Groussau |  | Action libérale                   |
| 21 | 1ère de Valenciennes | Pierre Mélin            |  | Socialiste unifié          | Gustave Bouvier         |  | Gauche radicale                   |
| 22 | 2e de Valenciennes   | Henri Durre             |  | Socialiste unifié          | Emile Davaine           |  | Gauche radicale                   |
| 23 | 3e de Valenciennes   | Auguste-Robert Selle    |  | Socialiste unifié          | Auguste-Robert Selle    |  | Parti socialiste                  |

## Résultats à l'échelle du département
| Partis         | Partis                                           | Premier tour | Premier tour | Deuxième tour | Deuxième tour | Sièges |
| Partis         | Partis                                           | Voix         | %            | Voix          | %             | Sièges |
| -------------- | ------------------------------------------------ | ------------ | ------------ | ------------- | ------------- | ------ |
|                | Section française de l'Internationale ouvrière   | 129 139      | 31,27        | 54 841        | 23,49         | 6      |
|                | Action libérale populaire                        | 128 080      | 31,01        | 79 933        | 34,23         | 6      |
|                | Parti républicain, radical et radical-socialiste | 95 656       | 23,16        | 50 566        | 21,66         | 6      |
|                | Fédération républicaine                          | 26 008       | 6,30         | 4 256         | 1,82          | 1      |
|                | Radicaux indépendants                            | 19 990       | 4,84         | 34 082        | 14,60         | 3      |
|                | Divers                                           | 6 454        | 1,56         | 9 813         | 4,20          | 1      |
|                | Alliance républicaine démocratique               | 5 160        | 1,25         |               |               | 0      |
|                | Socialiste indépendant                           | 2 548        | 0,62         | 0             |               |        |
|                |                                                  |              |              |               |               |        |
| Inscrits       | Inscrits                                         | 502 812      | 100,00       | 283 404       | 100,00        | 23     |
| Votants        | Votants                                          | 419 704      | 83,47        | 236 682       | 83,51         |        |
| Abstentions    | Abstentions                                      | 83 108       | 16,53        | 46 722        | 16,49         |        |
| Blancs et nuls | Blancs et nuls                                   | 6 669        | 1,59         | 3 191         | 1,35          |        |
| Exprimés       | Exprimés                                         | 413 035      | 98,41        | 233 491       | 98,65         |        |

## Résultats par arrondissement

### Arrondissement d'Avesnes

#### 1recirconscription
| Candidat       | Candidat       | Parti          | Premier tour | Premier tour | Deuxième tour | Deuxième tour |
| Candidat       | Candidat       | Parti          | Voix         | %            | Voix          | %             |
| -------------- | -------------- | -------------- | ------------ | ------------ | ------------- | ------------- |
|                | Léon Pasqual   | PRRRS          | 6 401        | 46,57        | 8 284         | 63,94         |
|                | Maire          | FR             | 4 131        | 30,05        | 4 256         | 32,85         |
|                | Moret          | SFIO           | 3 209        | 23,35        |               |               |
|                | Divers         | Divers         | 4            | 0,03         | 416           | 3,21          |
|                |                |                |              |              |               |               |
| Inscrits       | Inscrits       | Inscrits       | 16 817       | 100,00       | 16 817        | 100,00        |
| Votants        | Votants        | Votants        | 13 887       | 82,58        | 13 226        | 78,65         |
| Abstention     | Abstention     | Abstention     | 2 930        | 17,42        | 3 591         | 21,35         |
| Blancs et nuls | Blancs et nuls | Blancs et nuls | 142          | 1,02         | 270           | 2,04          |
| Exprimés       | Exprimés       | Exprimés       | 13 745       | 98,98        | 12 956        | 97,96         |

#### 2ecirconscription
| Candidat       | Candidat         | Parti          | Premier tour | Premier tour |
| Candidat       | Candidat         | Parti          | Voix         | %            |
| -------------- | ---------------- | -------------- | ------------ | ------------ |
|                | Félix Defontaine | PRRRS          | 12 720       | 76,58        |
|                | Sustendal        | SFIO           | 3 865        | 23,27        |
|                | Divers           | Divers         | 26           | 0,16         |
|                |                  |                |              |              |
| Inscrits       | Inscrits         | Inscrits       | 23 048       | 100,00       |
| Votants        | Votants          | Votants        | 18 057       | 78,35        |
| Abstention     | Abstention       | Abstention     | 4 991        | 21,65        |
| Blancs et nuls | Blancs et nuls   | Blancs et nuls | 1 446        | 8,01         |
| Exprimés       | Exprimés         | Exprimés       | 16 611       | 91,99        |

#### 3ecirconscription
| Candidat       | Candidat               | Parti               | Premier tour | Premier tour | Deuxième tour | Deuxième tour |
| Candidat       | Candidat               | Parti               | Voix         | %            | Voix          | %             |
| -------------- | ---------------------- | ------------------- | ------------ | ------------ | ------------- | ------------- |
|                | Charles Daniel-Vincent | Radical indépendant | 3 857        | 29,49        | 7 163         | 55,88         |
|                | Joseph Dehove          | PRRRS               | 3 355        | 25,65        |               |               |
|                | Cautineau              | Radical indépendant | 2 789        | 21,32        |               |               |
|                | Namur                  | ALP                 | 2 118        | 16,19        |               |               |
|                | Cathelotte             | SFIO                | 957          | 7,32         |               |               |
|                | Carlier                | Radical indépendant |              |              | 5 606         | 43,73         |
|                | Divers                 | Divers              | 3            | 0,02         | 50            | 0,38          |
|                |                        |                     |              |              |               |               |
| Inscrits       | Inscrits               | Inscrits            | 15 975       | 100,00       | 15 975        | 100,00        |
| Votants        | Votants                | Votants             | 13 186       | 82,54        | 12 962        | 81,14         |
| Abstention     | Abstention             | Abstention          | 2 789        | 17,46        | 3 013         | 18,86         |
| Blancs et nuls | Blancs et nuls         | Blancs et nuls      | 107          | 0,81         | 143           | 1,10          |
| Exprimés       | Exprimés               | Exprimés            | 13 079       | 99,19        | 12 819        | 98,90         |

### Arrondissement de Cambrai

#### 1recirconscription
| Candidat       | Candidat       | Parti               | Premier tour | Premier tour | Deuxième tour | Deuxième tour |
| Candidat       | Candidat       | Parti               | Voix         | %            | Voix          | %             |
| -------------- | -------------- | ------------------- | ------------ | ------------ | ------------- | ------------- |
|                | Deligne        | ALP                 | 10 324       | 39,23        | 11 825        | 45,73         |
|                | Alfred Le Roy  | Radical indépendant | 9 571        | 36,37        | 14 035        | 54,27         |
|                | Campener       | SFIO                | 6 423        | 24,41        |               |               |
|                |                |                     |              |              |               |               |
| Inscrits       | Inscrits       | Inscrits            | 31 117       | 100,00       | 31 117        | 100,00        |
| Votants        | Votants        | Votants             | 26 709       | 85,83        | 26 380        | 84,78         |
| Abstention     | Abstention     | Abstention          | 4 408        | 14,17        | 4 737         | 15,22         |
| Blancs et nuls | Blancs et nuls | Blancs et nuls      | 391          | 1,46         | 520           | 1,97          |
| Exprimés       | Exprimés       | Exprimés            | 26 318       | 98,54        | 25 860        | 98,03         |

#### 2ecirconscription
| Candidat       | Candidat       | Parti          | Premier tour | Premier tour |
| Candidat       | Candidat       | Parti          | Voix         | %            |
| -------------- | -------------- | -------------- | ------------ | ------------ |
|                | Albert Seydoux | FR             | 12 063       | 52,63        |
|                | Eugène Fievet  | SFIO           | 10 844       | 47,31        |
|                | Divers         | Divers         | 13           | 0,06         |
|                |                |                |              |              |
| Inscrits       | Inscrits       | Inscrits       | 27 617       | 100,00       |
| Votants        | Votants        | Votants        | 23 403       | 84,74        |
| Abstention     | Abstention     | Abstention     | 4 214        | 15,26        |
| Blancs et nuls | Blancs et nuls | Blancs et nuls | 483          | 2,06         |
| Exprimés       | Exprimés       | Exprimés       | 22 920       | 97,94        |

### Arrondissement de Douai

#### 1recirconscription
| Candidat       | Candidat        | Parti               | Premier tour | Premier tour |
| Candidat       | Candidat        | Parti               | Voix         | %            |
| -------------- | --------------- | ------------------- | ------------ | ------------ |
|                | Charles Goniaux | SFIO                | 10 993       | 51,34        |
|                | D'Hooghe        | PRRRS               | 5 189        | 24,23        |
|                | André           | ALP                 | 4 167        | 19,46        |
|                | Delplanque      | Radical indépendant | 1 061        | 4,95         |
|                | Divers          | Divers              | 3            | 0,01         |
|                |                 |                     |              |              |
| Inscrits       | Inscrits        | Inscrits            | 26 283       | 100,00       |
| Votants        | Votants         | Votants             | 21 616       | 82,24        |
| Abstention     | Abstention      | Abstention          | 4 667        | 17,76        |
| Blancs et nuls | Blancs et nuls  | Blancs et nuls      | 203          | 0,94         |
| Exprimés       | Exprimés        | Exprimés            | 21 413       | 99,06        |

#### 2ecirconscription
| Candidat       | Candidat       | Parti          | Premier tour | Premier tour | Deuxième tour | Deuxième tour |
| Candidat       | Candidat       | Parti          | Voix         | %            | Voix          | %             |
| -------------- | -------------- | -------------- | ------------ | ------------ | ------------- | ------------- |
|                | Lorthiois      | ALP            | 6 696        | 43,55        | 7 049         | 45,06         |
|                | Louis Guislain | PRRRS          | 5 963        | 38,78        | 8 575         | 54,82         |
|                | Verecque       | SFIO           | 2 717        | 17,67        |               |               |
|                | Divers         | Divers         |              |              | 18            | 0,12          |
|                |                |                |              |              |               |               |
| Inscrits       | Inscrits       | Inscrits       | 18 298       | 100,00       | 18 298        | 100,00        |
| Votants        | Votants        | Votants        | 15 508       | 84,75        | 15 764        | 86,15         |
| Abstention     | Abstention     | Abstention     | 2 790        | 15,25        | 2 534         | 13,85         |
| Blancs et nuls | Blancs et nuls | Blancs et nuls | 132          | 0,85         | 122           | 0,77          |
| Exprimés       | Exprimés       | Exprimés       | 15 376       | 99,15        | 15 642        | 99,23         |

### Arrondissement de Dunkerque

#### 1recirconscription
| Candidat       | Candidat       | Parti          | Premier tour | Premier tour |
| Candidat       | Candidat       | Parti          | Voix         | %            |
| -------------- | -------------- | -------------- | ------------ | ------------ |
|                | Alfred Dumont  | ALP            | 9 614        | 51,10        |
|                | Defossé        | ARD            | 5 160        | 27,43        |
|                | Valentin       | SI             | 2 548        | 13,54        |
|                | Lesage         | SFIO           | 1 491        | 7,93         |
|                |                |                |              |              |
| Inscrits       | Inscrits       | Inscrits       | 25 665       | 100,00       |
| Votants        | Votants        | Votants        | 18 974       | 73,93        |
| Abstention     | Abstention     | Abstention     | 6 691        | 26,07        |
| Blancs et nuls | Blancs et nuls | Blancs et nuls | 161          | 0,85         |
| Exprimés       | Exprimés       | Exprimés       | 18 813       | 99,15        |

#### 2ecirconscription
| Candidat       | Candidat       | Parti          | Premier tour | Premier tour |
| Candidat       | Candidat       | Parti          | Voix         | %            |
| -------------- | -------------- | -------------- | ------------ | ------------ |
|                | Henry Cochin   | ALP            | 8 742        | 69,75        |
|                | Vollaeys       | PRRRS          | 3 738        | 29,83        |
|                | Carlier        | SFIO           | 53           | 0,42         |
|                |                |                |              |              |
| Inscrits       | Inscrits       | Inscrits       | 15 236       | 100,00       |
| Votants        | Votants        | Votants        | 12 617       | 82,81        |
| Abstention     | Abstention     | Abstention     | 2 619        | 17,19        |
| Blancs et nuls | Blancs et nuls | Blancs et nuls | 84           | 0,67         |
| Exprimés       | Exprimés       | Exprimés       | 12 533       | 99,33        |

### Arrondissement d'Hazebrouck

#### 1recirconscription
| Candidat       | Candidat             | Parti               | Premier tour | Premier tour | Deuxième tour | Deuxième tour |
| Candidat       | Candidat             | Parti               | Voix         | %            | Voix          | %             |
| -------------- | -------------------- | ------------------- | ------------ | ------------ | ------------- | ------------- |
|                | Jules-Auguste Lemire | Divers              | 5 310        | 40,11        | 8 874         | 69,89         |
|                | Margerin de Metz     | ALP                 | 5 116        | 38,65        | 4 819         | 37,95         |
|                | Deblock              | Radical indépendant | 2 712        | 20,49        |               |               |
|                | Houvenaghel          | SFIO                | 99           | 0,75         |               |               |
|                | Divers               | Divers              |              |              | 5             | 0,04          |
|                |                      |                     |              |              |               |               |
| Inscrits       | Inscrits             | Inscrits            | 16 389       | 100,00       | 16 389        | 100,00        |
| Votants        | Votants              | Votants             | 13 478       | 82,24        | 13 823        | 84,34         |
| Abstention     | Abstention           | Abstention          | 2 911        | 17,76        | 2 566         | 15,66         |
| Blancs et nuls | Blancs et nuls       | Blancs et nuls      | 241          | 1,79         | 125           | 0,90          |
| Exprimés       | Exprimés             | Exprimés            | 13 237       | 98,21        | 13 698        | 99,10         |

#### 2ecirconscription
| Candidat       | Candidat       | Parti          | Premier tour | Premier tour |
| Candidat       | Candidat       | Parti          | Voix         | %            |
| -------------- | -------------- | -------------- | ------------ | ------------ |
|                | Jean Plichon   | ALP            | 8 451        | 77,60        |
|                | Vanderschooten | SFIO           | 2 440        | 22,40        |
|                |                |                |              |              |
| Inscrits       | Inscrits       | Inscrits       | 14 368       | 100,00       |
| Votants        | Votants        | Votants        | 11 466       | 79,80        |
| Abstention     | Abstention     | Abstention     | 2 902        | 20,20        |
| Blancs et nuls | Blancs et nuls | Blancs et nuls | 575          | 5,01         |
| Exprimés       | Exprimés       | Exprimés       | 10 891       | 94,99        |

### Arrondissement de Lille

#### 1recirconscription
| Candidat       | Candidat       | Parti          | Premier tour | Premier tour | Deuxième tour | Deuxième tour |
| Candidat       | Candidat       | Parti          | Voix         | %            | Voix          | %             |
| -------------- | -------------- | -------------- | ------------ | ------------ | ------------- | ------------- |
|                | George Vandame | ALP            | 8 854        | 48,36        | 9 900         | 55,05         |
|                | Saint-Venant   | SFIO           | 5 706        | 31,16        | 8 061         | 44,82         |
|                | Spriet         | PRRRS          | 3 717        | 20,30        |               |               |
|                | Divers         | Divers         | 33           | 0,18         | 24            | 0,13          |
|                |                |                |              |              |               |               |
| Inscrits       | Inscrits       | Inscrits       | 22 610       | 100,00       | 22 610        | 100,00        |
| Votants        | Votants        | Votants        | 18 551       | 82,05        | 18 330        | 81,07         |
| Abstention     | Abstention     | Abstention     | 4 059        | 17,95        | 4 280         | 18,93         |
| Blancs et nuls | Blancs et nuls | Blancs et nuls | 241          | 1,30         | 345           | 1,88          |
| Exprimés       | Exprimés       | Exprimés       | 18 310       | 98,70        | 17 985        | 98,12         |

#### 2ecirconscription
| Candidat       | Candidat         | Parti          | Premier tour | Premier tour | Deuxième tour | Deuxième tour |
| Candidat       | Candidat         | Parti          | Voix         | %            | Voix          | %             |
| -------------- | ---------------- | -------------- | ------------ | ------------ | ------------- | ------------- |
|                | Henri Ghesquière | SFIO           | 6 944        | 46,00        | 7 900         | 51,83         |
|                | Dambrine         | ALP            | 6 909        | 45,76        | 7 280         | 47,77         |
|                | Mourmant         | PRRRS          | 1 226        | 8,12         |               |               |
|                | Divers           | Divers         | 18           | 0,12         | 61            | 0,40          |
|                |                  |                |              |              |               |               |
| Inscrits       | Inscrits         | Inscrits       | 17 968       | 100,00       | 17 968        | 100,00        |
| Votants        | Votants          | Votants        | 15 224       | 84,73        | 15 353        | 85,45         |
| Abstention     | Abstention       | Abstention     | 2 744        | 15,27        | 2 615         | 14,55         |
| Blancs et nuls | Blancs et nuls   | Blancs et nuls | 127          | 0,83         | 112           | 0,73          |
| Exprimés       | Exprimés         | Exprimés       | 15 097       | 99,17        | 15 241        | 99,27         |

#### 3ecirconscription
| Candidat       | Candidat       | Parti          | Premier tour | Premier tour | Deuxième tour | Deuxième tour |
| Candidat       | Candidat       | Parti          | Voix         | %            | Voix          | %             |
| -------------- | -------------- | -------------- | ------------ | ------------ | ------------- | ------------- |
|                | Gustave Delory | SFIO           | 9 524        | 48,97        | 10 650        | 54,63         |
|                | Debourcq       | ALP            | 7 944        | 40,85        | 8 829         | 45,29         |
|                | Delemert       | PRRRS          | 1 956        | 10,06        |               |               |
|                | Divers         | Divers         | 25           | 0,13         | 14            | 0,07          |
|                |                |                |              |              |               |               |
| Inscrits       | Inscrits       | Inscrits       | 23 467       | 100,00       | 23 467        | 100,00        |
| Votants        | Votants        | Votants        | 19 654       | 83,75        | 19 613        | 83,58         |
| Abstention     | Abstention     | Abstention     | 3 813        | 16,25        | 3 854         | 16,42         |
| Blancs et nuls | Blancs et nuls | Blancs et nuls | 205          | 1,04         | 120           | 0,61          |
| Exprimés       | Exprimés       | Exprimés       | 19 449       | 98,96        | 19 493        | 99,39         |

#### 4ecirconscription
| Candidat       | Candidat       | Parti          | Premier tour | Premier tour |
| Candidat       | Candidat       | Parti          | Voix         | %            |
| -------------- | -------------- | -------------- | ------------ | ------------ |
|                | Jules Dansette | ALP            | 7 797        | 50,07        |
|                | Gombert        | PRRRS          | 3 961        | 25,44        |
|                | Arthur Sohier  | SFIO           | 3 782        | 24,29        |
|                | Divers         | Divers         | 32           | 0,21         |
|                |                |                |              |              |
| Inscrits       | Inscrits       | Inscrits       | 18 200       | 100,00       |
| Votants        | Votants        | Votants        | 15 713       | 86,34        |
| Abstention     | Abstention     | Abstention     | 2 487        | 13,66        |
| Blancs et nuls | Blancs et nuls | Blancs et nuls | 141          | 0,90         |
| Exprimés       | Exprimés       | Exprimés       | 15 572       | 99,10        |

#### 5ecirconscription
| Candidat       | Candidat          | Parti          | Premier tour | Premier tour | Deuxième tour | Deuxième tour |
| Candidat       | Candidat          | Parti          | Voix         | %            | Voix          | %             |
| -------------- | ----------------- | -------------- | ------------ | ------------ | ------------- | ------------- |
|                | Charles Maurice   | ALP            | 10 089       | 43,46        | 10 636        | 45,66         |
|                | Georges Potié     | PRRRS          | 7 555        | 32,55        | 12 639        | 54,25         |
|                | Auguste Ragheboom | SFIO           | 5 554        | 23,93        |               |               |
|                | Divers            | Divers         | 15           | 0,06         | 21            | 0,09          |
|                |                   |                |              |              |               |               |
| Inscrits       | Inscrits          | Inscrits       | 27 135       | 100,00       | 27 135        | 100,00        |
| Votants        | Votants           | Votants        | 23 327       | 85,97        | 23 487        | 86,56         |
| Abstention     | Abstention        | Abstention     | 3 808        | 14,03        | 3 648         | 13,44         |
| Blancs et nuls | Blancs et nuls    | Blancs et nuls | 114          | 0,49         | 191           | 0,81          |
| Exprimés       | Exprimés          | Exprimés       | 23 213       | 99,51        | 23 296        | 99,19         |

#### 6ecirconscription
| Candidat       | Candidat        | Parti          | Premier tour | Premier tour | Deuxième tour | Deuxième tour |
| Candidat       | Candidat        | Parti          | Voix         | %            | Voix          | %             |
| -------------- | --------------- | -------------- | ------------ | ------------ | ------------- | ------------- |
|                | Ducrocq         | ALP            | 9 644        | 43,20        | 10 777        | 48,17         |
|                | Gustave Dubled  | SFIO           | 8 183        | 36,66        | 11 575        | 51,74         |
|                | Henri Delecroix | PRRRS          | 4 493        | 20,13        |               |               |
|                | Divers          | Divers         | 2            | 0,01         | 21            | 0,09          |
|                |                 |                |              |              |               |               |
| Inscrits       | Inscrits        | Inscrits       | 26 138       | 100,00       | 26 138        | 100,00        |
| Votants        | Votants         | Votants        | 22 631       | 86,58        | 22 632        | 86,59         |
| Abstention     | Abstention      | Abstention     | 3 507        | 13,42        | 3 506         | 13,41         |
| Blancs et nuls | Blancs et nuls  | Blancs et nuls | 309          | 1,37         | 259           | 1,14          |
| Exprimés       | Exprimés        | Exprimés       | 22 322       | 98,63        | 22 373        | 98,86         |

#### 7ecirconscription
| Candidat       | Candidat         | Parti          | Premier tour | Premier tour |
| Candidat       | Candidat         | Parti          | Voix         | %            |
| -------------- | ---------------- | -------------- | ------------ | ------------ |
|                | Jules Guesde     | SFIO           | 12 394       | 50,98        |
|                | Georges Deschodt | FR             | 9 814        | 40,37        |
|                | Jules Labbé      | PRRRS          | 1 781        | 7,33         |
|                | Alfred Michel    | Divers         | 324          | 1,33         |
|                |                  |                |              |              |
| Inscrits       | Inscrits         | Inscrits       | 27 839       | 100,00       |
| Votants        | Votants          | Votants        | 24 602       | 88,37        |
| Abstention     | Abstention       | Abstention     | 3 237        | 11,63        |
| Blancs et nuls | Blancs et nuls   | Blancs et nuls | 289          | 1,17         |
| Exprimés       | Exprimés         | Exprimés       | 24 313       | 98,83        |

#### 8ecirconscription
| Candidat       | Candidat       | Parti          | Premier tour | Premier tour | Deuxième tour | Deuxième tour |
| Candidat       | Candidat       | Parti          | Voix         | %            | Voix          | %             |
| -------------- | -------------- | -------------- | ------------ | ------------ | ------------- | ------------- |
|                | Bernard Flipo  | ALP            | 7 827        | 38,22        | 8 818         | 45,25         |
|                | Gustave Dron   | PRRRS          | 7 602        | 37,12        | 10 484        | 53,80         |
|                | Inghels        | SFIO           | 4 938        | 24,11        |               |               |
|                | Divers         | Divers         | 114          | 0,56         | 184           | 0,94          |
|                |                |                |              |              |               |               |
| Inscrits       | Inscrits       | Inscrits       | 24 183       | 100,00       | 24 183        | 100,00        |
| Votants        | Votants        | Votants        | 20 681       | 85,52        | 19 964        | 82,55         |
| Abstention     | Abstention     | Abstention     | 3 502        | 14,48        | 4 219         | 17,45         |
| Blancs et nuls | Blancs et nuls | Blancs et nuls | 200          | 0,97         | 478           | 2,39          |
| Exprimés       | Exprimés       | Exprimés       | 20 481       | 99,03        | 19 486        | 97,61         |

#### 9ecirconscription
| Candidat       | Candidat                | Parti          | Premier tour | Premier tour |
| Candidat       | Candidat                | Parti          | Voix         | %            |
| -------------- | ----------------------- | -------------- | ------------ | ------------ |
|                | Henri-Constant Groussau | ALP            | 6 235        | 51,67        |
|                | Denis Bouden            | PRRRS          | 3 114        | 25,81        |
|                | Vandeputte              | SFIO           | 2 718        | 22,52        |
|                |                         |                |              |              |
| Inscrits       | Inscrits                | Inscrits       | 13 677       | 100,00       |
| Votants        | Votants                 | Votants        | 12 179       | 89,05        |
| Abstention     | Abstention              | Abstention     | 1 498        | 10,95        |
| Blancs et nuls | Blancs et nuls          | Blancs et nuls | 112          | 0,92         |
| Exprimés       | Exprimés                | Exprimés       | 12 067       | 99,08        |

### Arrondissement de Valenciennes

#### 1recirconscription
| Candidat       | Candidat        | Parti               | Premier tour | Premier tour | Deuxième tour | Deuxième tour |
| Candidat       | Candidat        | Parti               | Voix         | %            | Voix          | %             |
| -------------- | --------------- | ------------------- | ------------ | ------------ | ------------- | ------------- |
|                | Pierre Mélin    | SFIO                | 6 012        | 44,02        | 6 893         | 48,51         |
|                | Lauwereyns      | PRRRS               | 4 616        | 33,80        |               |               |
|                | Roguni          | ALP                 | 3 029        | 22,18        |               |               |
|                | Gustave Bouvier | Radical indépendant |              |              | 7 278         | 51,22         |
|                | Divers          | Divers              | 37           | 0,26         |               |               |
|                |                 |                     |              |              |               |               |
| Inscrits       | Inscrits        | Inscrits            | 17 665       | 100,00       | 17 665        | 100,00        |
| Votants        | Votants         | Votants             | 14 062       | 79,60        | 14 362        | 81,30         |
| Abstention     | Abstention      | Abstention          | 3 603        | 20,40        | 3 303         | 18,70         |
| Blancs et nuls | Blancs et nuls  | Blancs et nuls      | 405          | 2,88         | 154           | 1,07          |
| Exprimés       | Exprimés        | Exprimés            | 13 657       | 97,12        | 14 208        | 98,93         |

#### 2ecirconscription
| Candidat       | Candidat                        | Parti          | Premier tour | Premier tour | Deuxième tour | Deuxième tour |
| Candidat       | Candidat                        | Parti          | Voix         | %            | Voix          | %             |
| -------------- | ------------------------------- | -------------- | ------------ | ------------ | ------------- | ------------- |
|                | Henri Durre                     | SFIO           | 8 369        | 40,34        | 9 762         | 47,77         |
|                | Emile Davaine                   | PRRRS          | 7 361        | 35,48        | 10 584        | 51,80         |
|                | Charles Thellier de Poncheville | ALP            | 4 524        | 21,81        |               |               |
|                | Divers                          | Divers         | 490          | 2,36         | 88            | 0,43          |
|                |                                 |                |              |              |               |               |
| Inscrits       | Inscrits                        | Inscrits       | 25 642       | 100,00       | 25 642        | 100,00        |
| Votants        | Votants                         | Votants        | 20 931       | 81,63        | 20 786        | 81,06         |
| Abstention     | Abstention                      | Abstention     | 4 711        | 18,37        | 4 856         | 18,94         |
| Blancs et nuls | Blancs et nuls                  | Blancs et nuls | 187          | 0,89         | 352           | 1,69          |
| Exprimés       | Exprimés                        | Exprimés       | 20 744       | 99,11        | 20 434        | 98,31         |

#### 3ecirconscription
| Candidat       | Candidat             | Parti          | Premier tour | Premier tour |
| Candidat       | Candidat             | Parti          | Voix         | %            |
| -------------- | -------------------- | -------------- | ------------ | ------------ |
|                | Auguste-Robert Selle | SFIO           | 11 924       | 52,13        |
|                | Macarez              | PRRRS          | 10 908       | 47,69        |
|                | Divers               | Divers         | 42           | 0,18         |
|                |                      |                |              |              |
| Inscrits       | Inscrits             | Inscrits       | 27 475       | 100,00       |
| Votants        | Votants              | Votants        | 23 248       | 84,62        |
| Abstention     | Abstention           | Abstention     | 4 227        | 15,38        |
| Blancs et nuls | Blancs et nuls       | Blancs et nuls | 374          | 1,61         |
| Exprimés       | Exprimés             | Exprimés       | 22 874       | 98,39        |